# Studiebibel
En studiebibel är en utgåva av Bibeln som är framtagen för den som vill ägna sig åt ett lite djupare studium av Bibeln. En sådan Bibel innehåller ofta hjälpmedel för studier. Dessa hjälpmedel kan bestå av:
- Noter som förklarar svåra passager eller viktiga teologiska frågor;
- Referenser till andra bibelverser som tar upp samma ämne;
- En bibelkonkordans, ett register över var ord förekommer i Bibeln.
- Noter som visar på alternativa översättningar av omdiskuterade passager, vanligen med hänsyn till hebreiska eller grekiska grundtexten;
- Introduktioner med bakgrund och sammanhang till varje bok i Bibeln;
- Kartor som illustrerar det heliga landet under Bibelns tid;
- En beskrivning av hur de fyra evangelierna harmonierar och parallellt beskriver händelser i Jesu liv;
- Tidsaxel som relaterar världshistorien till Bibelns historia.

Att välja studiebibel kan vara svårt. Vilken översättning trivs man med? Vill man ha noter som fokuserar på bakgrund, tillämpning eller teologiska frågor? Vilken grundläggande teologi vill man att studiebibeln ska ha, det finns bland annat karismatiska, evangelikala, liberala, dispensationalistiska, katolska och reformerta studiebiblar. Vissa studiebiblar har många tusen noter, några har inga noter alls, men har istället ett väl utarbetat referenssystem. 

## Viktiga engelskspråkiga studiebiblar

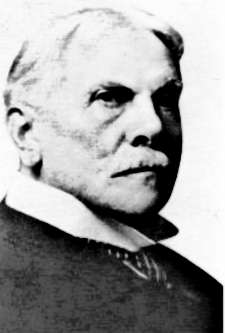
C.I. Scofield som gjorde premillennialism populär i Amerikansk kristenhet genom Scofield Reference Bible.

Scofield Reference Bible är en studiebibel som tryckts i stora upplagor. Noterna kommer från Cyrus I. Scofield och den tryckets av Oxford University Press i King James översättningen. Första tryckningen var 1909 och författaren gjorde en revision 1917. En större uppdatering gjordes 1967 och denna studiebibeln finns idag i flera olika översättningar. Scofield Reference Bible har givit ett stort bidrag till att introducera och popularisera dispensationalism i USA.
Reformation Study Bible har sin rötter Geneva Bible från 1560, men är idag fullt modern och kom i första utgåva 1995 som The New Geneva Study Bible. År 2005 utgavs den som Reformation Study Bible under redaktion av R.C. Sproul i översättningen ESV. Den har 96 artiklar om teologi.Reformation Study Bible har noter från reformert synvinkel.
MacArthur Study Bible, först publicerad 1979 av förlaget Thomas Nelson (ISBN 0-7180-1899-0), är en studiebibel under redaktion av John MacArthur med introduktioner och noter till alla verser i alla Bibelns böcker. Den har tryckts i två översättningar på engelska (NKJV och NASB) samt på spanska och tyska. 1998 vann den Gold Medallion Book Award som årets studiebibel och år 2005 hade den sålt mer än 500,000 exemplar.
Jerusalem Bible är en respekterad studiebibel som togs fram av franska munkar i Jerusalem under överinseende av katolska kyrkan. Den ursprungliga franska versionen från 1961 blev en bas för andra versioner i flera andra språk, inkluderat engelska 1966, reviderad som New Jerusalem Bible, (1985). Nästan alla katolska Biblar har förklarande noter.
The Jewish study Bible  en studiebibel med judiskt perspektiv under medverkan av några de främsta forskarna på området[featuring the] Jewish Publication Society Tanakh translation / Adele Berlin and Marc Zvi Brettler, editors ; Michael Fishbane, consulting editor 
Berlin, Adele (redaktör/utgivare) Brettler, Marc Zvi (redaktör/utgivare) Fishbane, Michael A. (redaktör/utgivare) Jewish Publication Society (utgivare) ISBN 0-19-529754-7 (hft)Oxford : Oxford University Press, 2004

## Viktiga svenskspråkiga studiebiblar
Svensk Studiebibel har Thoralf Gilbrant som huvudredaktör och har Svenska Folkbibelns översättning. Den innehåller bland annat bibellexikon, kommenterande noter, bibelhandbok och talkoder för hebreiska/grekiska. . Genom Thoralf Gilbrant finns en pentekostal ton i Svensk Studiebibel. 
Stora Studiebibeln är en svensk anpassning av den amerikanska Zondervan NIV Study Bible. Översättning är Bibel 2000 och den ges ut av Internationella bibelsällskapet och förlaget Corvita och har över 20,000 förklarande noter.  Det finns en teologisk spänning Stora Studiebibeln mellan den svenska översättningen Bibel 2000 och noterna som i originalet är skrivna till New International Version som har en mer konservativ bibelsyn. Aila Annala berättar i tidningen Dagen:
"Bibel 2000 är i stora drag en väldigt bra översättning, men teologiska tänkandet skiljer sig i flera fall tydligt från NIV. I vissa fall har vi behövt lägga till en del information för att hjälpa läsaren att forma nya infallsvinklar. Ett sådant exempel är just 1 Mos 1:2 där vi har förklarat att det hebreiska ”ruach” kan översättas både med ”ande” och ”vind”, även om andra bibelöversättningar här generellt väljer ordet ”ande”." 
Verbums Studiebibel har hela Bibelkommissionens komplement med textkritiska anmärkningar och rubrikregister. Denna Bibel ges ut av förlaget Verbum och översättning är Bibel 2000. Breda marginaler ger bättre möjlighet till egna anteckningar. Det finns även en utökad uppslagsbok med en evangeliesynops över alla fyra evangelierna och en översikt av GT-citat i Nya testamentet. Det finns korta introduktioner till varje bok i Bibeln. Till skillnad från många andra studiebiblar finns det inte samma mängd utförliga noter, som det finns i till exempel Svensk Studiebibel. I ton och upplägg anknyter den till Svenska Kyrkans tradition.

## Studiebiblar på nätet
- Bibel 2000 (med korta noter och med referenser)
- 1560/1599 års Geneva Bible
- Blue Letter Bible
- Next Bible
- Naves Topical Bible
- Introduktion till de olika böckerna i Bibeln från Zondervan NIV Study Bible